# Johnnie Parsons
Johnnie Parsons (4 de julho de 1918 – 8 de setembro de 1984) foi um automobilista americano que esteve em onze (dez) 500 Milhas de Indianápolis, (sete quando a prova fazia parte do calendário da Fórmula 1 de 1950 até 1960): 1948 (não se qualificou), 1949, 1950, 1951, 1952, 1953, 1954, 1955, 1956, 1957 (não se qualificou) (substituiu Dick Rathmann) e 1958.

## Prêmios
- Motorsports Hall of Fame of America (2004).
- National Midget Auto Racing Hall of Fame (1984).

## Resultados na Indy 500
| Ano    | #      | Início | Qual.   | Pos.   | Chegada | Voltas | Liderou | Abandonos         |
| ------ | ------ | ------ | ------- | ------ | ------- | ------ | ------- | ----------------- |
| 1948   | 39     | -      | -       | -      | -       | -      | -       | não se qualificou |
| 1949   | 12     | 12     | 132.900 | 2      | 2       | 200    | 0       | -                 |
| 1950   | 1      | 5      | 132.044 | 8      | 1       | 138    | 115     | -                 |
| 1951   | 3      | 8      | 132.154 | 28     | 21      | 87     | 0       | Magneto           |
| 1952   | 5      | 31     | 135.328 | 19     | 10      | 200    | 0       | -                 |
| 1953   | 21     | 8      | 137.667 | 3      | 26      | 86     | 0       | Crankshaft        |
| 1954   | 15     | 15     | 139.578 | 6      | 32      | 79     | 0       | Boxes             |
| 1955   | 16     | 27     | 136.809 | 27     | 21      | 119    | 0       | Magneto           |
| 1956   | 98     | 6      | 144.144 | 7      | 4       | 200    | 16      | -                 |
| 1957   | 18     | 17     | 140.784 | 21     | 16      | 195    | 0       | Bandeira preta    |
| 1958   | 45     | 6      | 144.683 | 6      | 12      | 200    | 0       | -                 |
| Totais | Totais | Totais | Totais  | Totais | Totais  | 1504   | 131     |                   |

| Largadas  | 10 |
| Poles     | 0  |
| 1ª fila   | 0  |
| Vitórias  | 1  |
| Top 5     | 3  |
| Top 10    | 4  |
| Abandonos | 4  |

## Carreira na Fórmula 1
As 500 milhas fizeram parte do Mundial de Fórmula 1 entre 1950 e 1960. Pilotos que competiram na Indy aqueles anos recebiam pontos e participações na F1. Parsons participou de nove corridas, com um vitória, uma melhor volta e um pódio. Acumulou 12 pontos.